# Histoire de la ville et de tout le diocèse de Paris
 (juillet 2023).
La mise en forme du texte ne suit pas les recommandations de Wikipédia : il faut le « wikifier ».
Les points d'amélioration suivants sont les cas les plus fréquents :
- Les titres sont pré-formatés par le logiciel. Ils ne sont ni en capitales, ni en gras.
- Le texte ne doit pas être écrit en capitales (les noms de famille non plus), ni en gras, ni en italique, ni en « petit »…
- Le gras n'est utilisé que pour surligner le titre de l'article dans l'introduction, une seule fois.
- L'italique est rarement utilisé : mots en langue étrangère, titres d'œuvres, noms de bateaux, etc.
- Les citations ne sont pas en italique mais en corps de texte normal. Elles sont entourées par des guillemets français : « et ».
- Les listes à puces sont à éviter, des paragraphes rédigés étant largement préférés. Les tableaux sont à réserver à la présentation de données structurées (résultats, etc.).
- Les appels de note de bas de page (petits chiffres en exposant, introduits par l'outil «  Source ») sont à placer entre la fin de phrase et le point final[comme ça].
- Les liens internes (vers d'autres articles de Wikipédia) sont à choisir avec parcimonie. Créez des liens vers des articles approfondissant le sujet. Les termes génériques sans rapport avec le sujet sont à éviter, ainsi que les répétitions de liens vers un même terme.
- Les liens externes sont à placer uniquement dans une section « Liens externes », à la fin de l'article. Ces liens sont à choisir avec parcimonie suivant les règles définies. Si un lien sert de source à l'article, son insertion dans le texte est à faire par les notes de bas de page.
- La présentation des références doit suivre les conventions bibliographiques. Il est recommandé d'utiliser les modèles {{Ouvrage}}, {{Chapitre}}, {{Article}}, {{Lien web}} et/ou {{Bibliographie}}. Le mode d'édition visuel peut mettre en forme automatiquement les références.
- Insérer une infobox (cadre d'informations à droite) n'est pas obligatoire pour parachever la mise en page.

Pour une aide détaillée, merci de consulter Aide:Wikification.
Si vous pensez que ces points ont été résolus, vous pouvez retirer ce bandeau et améliorer la mise en forme d'un autre article.
L'Histoire de la ville et de tout le diocèse de Paris est un ouvrage de l'abbé Jean Lebeuf paru de 1754 à 1758 en quinze volumes in-12.

## Contenu
Cet ouvrage contient deux principales parties: l'histoire de la ville de Paris, puis, ce qui fait son intérêt unique, celle de ses environs, qui décrit les petits villages autour de la capitale dans une circonférence de dix à quinze lieues.
Pour sa rédaction, il étudia cartulaires, livres terriers, se penchant sur l’histoire des églises, de leur territoire, mais aussi sur l’architecture, la topographie, les mœurs et coutumes des endroits visités.

## Contexte
Cette œuvre fait suite aux Dissertations sur l'histoire ecclésiastique et civile de Paris, suivies de plusieurs eclaircissemens sur l'histoire de France, publiées en 3 vol. de 1739 à 1743.

## Description
Édition originale :
- t. 1, 1re partie - Paris (1754), sur archive.org
- t. 1, 2e partie - Paris (1754), sur archive.org
- t. 3 - Banlieue ecclésiastique de Paris ; Montmorency (1754), sur archive.org
- t. 4 - Montmorency (1755), sur archive.org
- t. 5 - Montmorency, Chelle (1755), sur archive.org
- t. 6 - Chelle (1755), sur archive.org
- t. 7 - Châteaufort (1757), sur archive.org
- t. 8 - Châteaufort (1757), sur books.google.fr
- t. 9 - Châteaufort (1757), sur archive.org
- t. 10 - Montléry (1757), sur archive.org
- t. 11 - Montléry (1757), sur archive.org
- t. 12 - Montléry, Corbeil (1757), sur books.google.fr
- t. 14 - Lagny (1758), sur archive.org
- t. 15 - Lagny, Champeaux (1758), sur archive.org

La réédition annotée d'Hippolyte Cocheris (1863-1870) porta uniquement sur les églises de Paris et de la proche banlieue (tomes 1 à 3 de l'édition originale) :
- Tome 1 : églises d'origine séculière : lire sur Gallica (page de titre ; sommaire) ; sur archive.org (page de titre ; sommaire)
- Tome 2 : églises d'origine séculière (fin), églises d'origine régulière : lire sur Gallica (page de titre ; sommaire) ; sur archive.org (page de titre ; sommaire)
- Tome 3 : églises d'origine régulière : lire sur Gallica (page de titre ; sommaire) ; sur archive.org (page de titre ; sommaire)
- Tome 4 : rues de Paris, banlieue ecclésiastique : lire sur Gallica (page de titre) ; sur archive.org (page de titre) ; pas de sommaire

Les 15 volumes de l'édition originale firent en 1883 l'objet d'une réimpression, complétée ensuite par des Rectifications et additions, et par une Table :
- Tome 1 : Paris ; banlieue ecclésiastique ; doyenné de Montmorency (sommaire)
- Tome 2 : doyenné de Montmorency (suite) ; doyenné de Chelles (sommaire)
- Tome 3 : doyenné de Châteaufort (sommaire)
- Tome 4 : doyenné de Montlhéry ; doyenné de Lagny (sommaire)
- Tome 5 : doyenné du Vieux-Corbeil ; doyenné de Champeaux (sommaire)

Rectifications et additions par Fernand Bournon, 1890 (lire en ligne ; index alphabétique)
Table analytique [index alphabétique], par Adrien Augier et Fernand Bournon, 1893 (lire en ligne)